# Железный человек 3
«Желе́зный челове́к 3» (англ. Iron Man 3) — американский супергеройский фильм 2013 года, основанный на одноимённом персонаже комиксов Marvel, созданный Marvel Studios и распространявшийся Walt Disney Studios Motion Pictures. Продолжение фильмов «Железный человек» (2008) и «Железный человек 2» (2010), а также седьмая картина кинематографической вселенной Marvel (КВM). Шейн Блэк выступил режиссёром и соавтором сценария вместе с Дрю Пирсом. Роберт Дауни-младший вернулся к роли Тони Старка / Железного человека. Также в фильме сыграли Гвинет Пэлтроу, Дон Чидл, Гай Пирс, Ребекка Холл, Стефани Шостак, Джеймс Бэдж Дейл, Джон Фавро и Бен Кингсли. По сюжету Тони Старк после битвы за Нью-Йорк пытается оправиться от посттравматического расстройства и сталкивается с загадочным террористом Мандарином, угрожающим безопасности США.
После выхода фильма «Железный человек 2» в мае 2010 года режиссёр Джон Фавро решил не возвращаться к съёмкам третьей части. В феврале 2011 года Шейн Блэк получил должность режиссёра и начал работать с Дрю Пирсом над созданием сценария, который сосредоточился бы больше на персонажах, элементах триллера и концепциях из комиксной арки Уоррена Эллиса «Экстре́мис». Актёры второго плана фильма, в том числе Кингсли, Пирс и Холл, были выбраны в апреле и мае 2012 года. Съёмки проходили с 23 мая по 17 декабря 2012 года, в павильонах студии EUE/Screen Gems в Уилмингтоне (Северная Каролина). Дополнительные съёмки велись в Северной Каролине, а также во Флориде, Лос-Анджелесе и Китае; специально для китайской аудитории была создана расширенная версия фильма. Визуальные эффекты создавались при участии семнадцати компаний.
Премьера фильма «Железный человек 3» состоялась в кинотеатре «Гран-Рекс» в Париже 14 апреля 2013 года. Лента стала первым проектом второй фазы КВМ и вышла в прокат в России 2 мая, в США — 3 мая. Фильм получил положительные отзывы критиков, отметивших экшен-сцены и актёрскую игру Дауни-младшего. Картина собрала в мировом прокате более $1,2 млрд, став вторым самым кассовым фильмом года и шестнадцатой лентой, преодолевшей рубеж сборов в $1 млрд. Фильм получил номинации премий «Оскар» и BAFTA за лучшие визуальные эффекты.

## Сюжет
В 1999 году, в канун Нового года, Тони Старк знакомится с учёным Майей Хансен, изобретателем технологии «Экстре́мис» — технологии по регенерации тканей, повреждённых после тяжёлых травм. Учёный-инвалид Олдрич Киллиан приглашает пару в свою компанию «А.И.М.» и назначает встречу на крыше здания, однако Тони не приходит. Спустя годы Старк страдает от посттравматического стрессового расстройства и приступов панических атак после вторжения Читаури в Нью-Йорк. Чтобы избежать бессонницы, Тони конструирует десятки новых бронекостюмов, к чему крайне неодобрительно относится его любимая — Пеппер Поттс.
Тем временем террорист, известный как Мандарин, глава террористической организации «Десять колец», устраивает серию взрывов, что приводит спецслужбы в замешательство из-за отсутствия улик. Начальник охраны Старка Хэппи Хоган получает тяжёлое ранение во время взрыва китайского театра TCL и впадает в кому. Разъярённый Старк выступает с заявлением в адрес Мандарина, раскрывая при этом адрес своего дома. В ответ Мандарин отправляет три вертолёта к особняку Старка, разрушая его до основания. Пришедшей с предупреждением Хансен удаётся пережить нападение вместе с Пеппер Поттс. Искусственный интеллект Д.Ж.А.Р.В.И.С. спасает Старка благодаря новому костюму и отправляет его в маленький городок в Теннесси. Новый костюм теряет энергию, из-за чего Тони не может вернуться в Калифорнию. Весь мир считает, что Тони Старк мёртв.
Старк знакомится с 10-летним мальчиком Харли Кинером и исследует место взрыва, которое считалось одним из терактов Мандарина. Тони узнаёт, что взрывы были спровоцированы солдатами, наделёнными способностями с помощью технологии «Экстремис». Его агенты Савин и Брандт нападают на Старка. Тем временем Киллиан похищает Поттс. Американские спецслужбы продолжают поиски Мандарина, а Джеймс Роудс, ранее известный как Воитель, ставший Железным патриотом, попадает в ловушку, в результате которой Киллиан забирает его костюм.
Старк выслеживает Мандарина в Майами и проникает в его штаб-квартиру, используя импровизированное оружие. Внутри он обнаруживает, что Мандарином на самом деле оказался английский актёр из Ливерпуля — Тревор Слэттери. Киллиан использовал технологию «Экстремис», чтобы вылечить от инвалидности себя и ветеранов войны. Тони берут в плен, а Олдрич демонстрирует, как он подвергает Пеппер технологии «Экстремис», в надежде, что Старк поможет исправить нестабильность препарата. Хансен пытается помешать Киллиану, однако последний убивает её.
Старк сбегает и воссоединяется с Роудсом. Киллиан собирается вторгнуться на борт номер один, чтобы похитить президента США Эллиса, и отправляет к нему Савина в костюме Железного патриота. Старк убивает Савина, спасает пассажиров и команду, но не предотвращает похищение. Старк и Роудс выслеживают Киллиана на нефтяном танкере, где тот намеревается убить Эллиса в прямом эфире. Место президента займёт вице-президент, которому Киллиан обещал исцелить его дочь. На танкере Старк вызывает свои оставшиеся костюмы, которыми дистанционно управлял Д.Ж.А.Р.В.И.С.. Роудс спасает президента и уводит его в безопасное место. Тем временем Тони пытается спасти Пеппер, однако она падает с большой высоты, и Старк считает Поттс погибшей. Старк сражается с Киллианом, но оказывается загнанным в угол. Выжившая благодаря технологии «Экстремис» Поттс нападает на Киллиана и убивает его.
После победы Старк приказывает Д.Ж.А.Р.В.И.С.у уничтожить все костюмы Железного человека в знак своей преданности к Поттс. Вице-президента и Тревора Слэттери сажают в тюрьму, Хэппи выходит из комы, Поттс излечивается от технологии «Экстремис», а Старк переносит операцию по удалению шрапнели из груди и выбрасывает дуговой реактор в море. Тони считает, что даже без технологий он навсегда останется Железным человеком.
В сцене после титров Старк будит доктора Брюса Бэннера, который заснул во время рассказа Тони о произошедших событиях.

## Роли исполняют
| Актёр                | Роль                                           |
| -------------------- | ---------------------------------------------- |
| Роберт Дауни-младший | Тони Старк / Железный человек                  |
| Гвинет Пэлтроу       | Вирджиния «Пеппер» Поттс                       |
| Дон Чидл             | Джеймс «Роуди» Роудс / Железный патриот        |
| Гай Пирс             | Олдрич Киллиан                                 |
| Ребекка Холл         | Майя Хансен                                    |
| Бен Кингсли          | Тревор Слэттери                                |
| Джеймс Бэдж Дейл     | Эрик Савин                                     |
| Стефани Шостак       | Эллен Брандт                                   |
| Джон Фавро           | Хэппи Хоган                                    |
| Тай Симпкинс         | Харли Кинер                                    |
| Пол Беттани          | искусственный интеллект Д.Ж.А.Р.В.И.С. (голос) |
| Уильям Сэдлер        | президент США Мэттью Эллис                     |
| Мигель Феррер        | вице-президент США Родригес                    |
| Эшли Хэмилтон        | Джек Таггерт                                   |
| Адам Палли           | оператор Гэри                                  |
| Дейл Дикки           | миссис Дэвис                                   |
| Ван Сюэци            | доктор Ву                                      |
| Брук Джэй Тейлор     | медсестра Хэппи                                |
| Спенсер Гаррет       | шериф Роуз-Хилл                                |
| Ребекка Мэйдер       | агент в швейном цехе                           |
| Том Вирту            | Томас Ричардс                                  |
| Джеймс Рэкли         | Чад Дэвис                                      |
| Дженна Ортега        | дочь Родригеса                                 |
| Пэт Кирнан           | камео                                          |
| Джош Эллиотт         | камео                                          |
| Томас Робертс        | камео                                          |
| Билл Мар             | камео                                          |
| Джоан Риверз         | камео                                          |
| Джордж Коциопулос    | камео                                          |
| Стэн Ли              | судья конкурса красоты (камео)                 |
| Шон Тоуб             | Инсен (камео)                                  |
| Марк Руффало         | Брюс Бэннер (камео; в титрах не указан)        |

## Производство

### Предыстория
После выхода «Железного человека 2» на экраны, конфликт между студией Paramount Pictures, имевшей права на распространение определённых имуществ Marvel и The Walt Disney Company, новой материнской компании Marvel Entertainment, затянул сроки и договор о прокате возможного третьего фильма. 18 октября 2010 года студия Walt Disney Studios купила у Paramount права на прокат «Железного человека 3» за $ 115 млн, а Disney, Marvel и Paramount утвердили дату выхода на 3 мая 2013 года.
В декабре 2010 года Джон Фавро, режиссёр первого и второго «Железного человека», заявил об отказе снимать третью часть, решив вместо этого поработать над экранизацией «Волшебное королевство». Фавро остался исполнительным продюсером кинокартины Джосса Уидона «Мстители», а также занял должность исполнительного продюсера «Железного человека 3». Также в 2010 году Дауни обратился к Шейну Блэку, с которым актёр работал в фильме «Поцелуй навылет», чтобы тот смог поработать над сценарием и режиссурой. В феврале 2011 года Блэк вступил в финальные переговоры о присоединении к проекту, и в марте объявили, что Дрю Пирс, которого Marvel первоначально нанял для работы над сценарием к телесериалу о «Беглецах», будет работать с Блэком. Дауни сказал: «Привлечение в проект Блэка на роль сценариста и режиссёра было единственным возможным вариантом, на который Фавро, студия Marvel и я могли подписаться».

### Сценарий
Шейн Блэк описал фильм как триллер в духе Тома Клэнси, где Железный человек сражается с реальными злодеями, а не с «двумя людьми в железных костюмах, противостоящих друг другу». Дрю Пирс добавил, что создатели постараются избежать использования магии и космоса, а «Железный человек 3» станет техно-триллером, действие которого будет происходить в более реальном мире. Дуэт некоторое время обсуждал темы, образы и идеи, прежде чем начать писать сценарий. Во время работы над сценарием основное внимание уделялось уменьшению количества статичных сцен, чтобы каждая минута экранного времени двигала сюжет вперёд. Некоторые элементы из комиксов привносились в действо, даже не имея прочной связи с происходящим. Например, Роудс должен был носить доспехи Железного патриота, сделанные Норманом Озборном, а по ходу фильма появлялись персонажи, не связанные с людьми во вселенной Marvel, такие как Эрик Савин и Джек Таггерт.
Фильм частично снят по серии комиксов «Extremis» Уоррена Эллиса. На начальных этапах проекта Майя Хансен сама возглавляла злодейскую операцию: Мандарин и Киллиан стали антагонистами в более поздних версиях сценария. Пирс предложил сделать Мандарина ненастоящим, а Блэк согласился, внеся идею, что персонаж мог бы оказаться сильно переигрывающим британским актёром. Блэк так описал этого персонажа: «Кто был бы настолько глуп, чтобы заявить, что он международный террорист? Если вы умны, в какой бы власти вы не оказались, вы бы поместили на своё место марионеточный орган управления, а сами остались бы в тени». В свою очередь Киллиан спрятал Слэттери в своём собственном доме под предлогом домашнего ареста, связанного с наркотиками, чтобы их тайна не была раскрыта.
По словам Блэка, главным злодеем должна была стать женщина, поскольку режиссёру «нравилась идея [женщины-злодея]. Как в сериале „Ремингтон Стил“. Ты с самого начала думаешь, что это мужчина, а в конце оказывается, что всем этим шоу руководила женщина». Роль в конечном итоге перешла к Киллиану из-за возражений руководства Marvel Entertainment, которые были обеспокоены возможным снижением объёма продаж мерчендайзинга, которое могло спровоцировать введение женщины-антагониста. Роли нескольких других главных женских персонажей также были уменьшены в финальной версии фильма по сравнению с ранними вариантами сценария.

### Подготовка
В сентябре 2011 года Marvel Studios договорились о съёмках фильма в Уилмингтоне, Северная Каролина. Мичиган также был в споре о выделении производства, однако комитет по кинематографии Мичигана не мог сравниться с налоговыми льготами Северной Каролины. На следующей неделе продюсер Кевин Файги сказал, что картину начнут снимать в Северной Каролине через пять недель и подчеркнул, что фильм «полностью сконцентрирован на Тони Старке. Его лишили всего, и ему придётся использовать свой интеллект, чтобы найти выход из этого положения. Он не может позвать Тора, Кэпа или Ника Фьюри». Несколько дней спустя The Walt Disney Company China, Marvel Studios и DMG Entertainment заключили соглашение о совместном производстве «Железного человека 3» в Китае. DMG частично финансировал, помогая производству в Китае с Marvel и решать вопросы совместного производства. DMG также занимался прокатом фильма в Китае в тандеме с Disney.

### Подбор актёров
В апреле 2012 года Бен Кингсли вошёл в переговоры об участии в съёмках «Железного человека 3». В этом же месяце Гай Пирс находился в финальной стадии переговоров, чтобы сыграть Олдрича Киллиана, персонажа, который фигурирует в серии комиксов «Extremis». Китайский актёр Энди Лау стал участвовать в переговорах о роли китайского учёного и старого друга Старка, который приходит ему на помощь. Лау позже отказался от роли, и на его смену пришёл Ван Сюэци. Джессика Честейн вступила в переговоры о роли в фильме, но из-за конфликта в графике актрисе пришлось отказаться от съёмок в картине. В мае Ребекка Холл была брошена на её место, роль которой была описана как «учёный, играющий ключевую роль в создании нанотехнологий, известной как Экстремис». В последующие несколько недель Джеймсу Бэдж Дейлу доверили роль Савина, Эшли Хэмилтон получил роль Таггерта, а Фавро решил вернуться к роли Хэппи Хогана из первых двух фильмов. В съёмках также приняла участие Стефани Шостак, а Уильям Сэдлер сыграл президента США. Несмотря на ранние ложные сообщения, что Коби Смолдерс вернулась к роли Марии Хилл из экранизации «Мстители», сама Смолдерс написала на своей стене в Твиттере, что это неправда.

### Съёмки

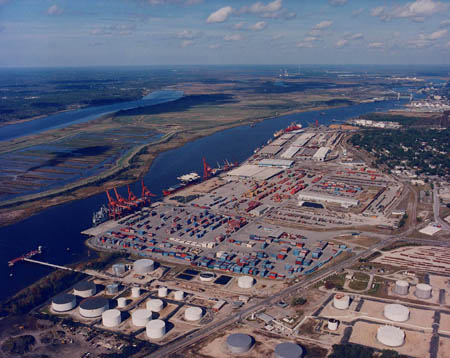
послужил местом для съёмок решающей битвы на нефтяном танкере.

Съёмки стартовали 23 мая 2012 года в Уилмингтоне, Северная Каролина на студии EUE/Screen Gems Studios под рабочим названием «Закованные в пекло». Джон Толл впервые в своей карьере предпочёл работать с цифровыми камерами, поскольку оператор считал их более удобными для спецэффектов высокого уровня. Толл снимал картину в основном на камеру Arri Alexa. С 4 по 6 июня 2012 года съёмки проходили в Кэри, в помещении компании Epic Games и SAS Institute, с большой рождественской ёлкой, установленной на передней лужайке. Сцену также отсняли в международном аэропорту Уилмингтона. Порт Уилмингтон послужил местом для съёмок решающей битвы на нефтяном танкере. Разрушение особняка Старка снималось в водяном баке. Все декорации интерьера, находящийся внутри дома, имели практические эффекты, в том числе обломки и взрывы, при этом компьютерная графика использовалась только для добавления экстерьеров и брони Железного человека.
С 19 июля по 1 августа 2012 года съёмки прошли на острове Оук, Северная Каролина. В данной локации снимали сцену, где Железный человек спасает людей, падающих из борта № 1. Первоначально съёмочная группа планировала задействовать зелёный экран и подвесить актёров, но решили использовать настоящих парашютистов, поскольку режиссёр второго плана Брайан Смрз знал команду парашютистов Red Bull. Компьютерная графика использовалась только для добавления облаков, повреждения борта и матовых картин побережья Флориды на заднем плане. Съёмки прошли в Роуз-Хилл в начале августа 2012 года и название города вошло в сценарий, но Роуз-Хилл фигурирует в Теннесси. На следующий день производство было приостановлено, когда Дауни получил травму лодыжки. Во время перерыва Блэк и Пирс внесли большие изменения в сценарий, прежде чем возобновить съёмочный процесс 24 августа.
Актёры и съёмочная группа начали прибывать во Флориду 1 октября, чтобы снять сцены на Дания-Бич и вокруг Южной Флориды. В тот же день Дауни вернулся на съёмочную площадку после травмы. В начале октября сцены были сняты в точной копии ресторана Малибу «Neptune's Net» и съёмки проходили на вилле Визкайя. Съёмки некоторых сцен проходили днём в Майами-Бич 10 и 11 октября. Съёмочная группа вернулась в Уилмингтон в середине октября для проведения дополнительных съёмок. 1 ноября в Бискайском музее и садах отсняли некоторые эпизоды. Съёмки в США завершились 7 ноября в Уилмингтоне.
С 10 по 17 декабря съёмки прошли в Пекине. В январе 2013 года сообщили, что съёмочная группа во главе с Шейном Блэком начала подбирать места для съёмок в Хайдарабаде и Бангалоре с 20 по 24 января. Также в январе Чидл подтвердил о проведении пересъёмок в Манхэттен-Бич. Съёмки также прошли на неделе 23 января 2013 года в китайском театре TCL в Голливуде. Большую часть материала, отснятого на пересъёмках, рассматривали Мандарина, а Дрю Пирс сказал, что в ранней стадии монтажа, персонаж не казался настоящим — не было ощущения, что он был частью реального мира, в основном из-за того, что он просто смотрел на объектив и угрожал миру.

### Постпродакшн

брони Mark 42 (сверху) и обработанный кадр (снизу)

Кристофер Таунсенд работал координатором визуальных эффектов к фильму, в котором имелось 2000 кадров со спецэффектами и были разработаны на 17 студиях, в частности Weta Digital, Digital Domain, Scanline VFX, Trixter, Framestore, Luma Pictures, Fuel VFX, Cantina Creative, Cinesite, The Embassy Visual Effects, Lola, Capital T, Prologue и Rise FX. Таунсенд сказал, что с января 2013 года вплоть до окончания съёмок в апреле съёмочная группа имела один день простоя, в противном случае работала семь дней в неделю и 14-18 часов в день.
Digital Domain, Scanline VFX и Trixter работали над отдельными кадрами с бронёй Mark 42, взаимодействия с различными цифровыми моделями. Студии поделились некоторыми своими файлами, чтобы обеспечить консистенцию между кадрами. Для брони Железного патриота и Mark 42, Legacy Effects сконструировали половинчатые костюмы, которые носили на съёмочной площадке. Таунсенд пояснил, что неизменно снимали мягкий костюм с Робертом, потом закрепили маркеры отслеживания на его брюках. Художники обдумывали покадровую съёмку гнилых фруктов, овощей и реальных явлений, таких как северное сияние, как основу для эффекта пылания персонажей, подверженных воздействию проекта «Экстремис».
Производство картины было отложено после травмы ноги Дауни и для определённых кадров они были вынуждены создать цифрового дублёра для Дауни. Таунсенд объяснил, что координаторы спецэффектов в коллективе и подразделения ворвались в комнату, как только инцидент произошёл, чтобы попытаться выяснить, какие эпизоды приходиться снимать. Некоторые кадры снимали с участием дублёра на съёмочной площадке, а Weta Digital создали цифрового двойника для остальных.
Перед монтажом было снято всего три часа и 15 минут видеоматериала, где показатель снизился до 130 минут (119 без титров). На этапе постпродакшна фильм был сконвертирован в формат 3D и цифровое обновление для релиза в формате IMAX. Todd-AO смешал звук в Dolby Atmos, чтобы усилить эффект погружения.

## Музыка
В октябре 2012 года Брайан Тайлер подписал контракт на запись музыки к фильму. Для использования глубоко тематического компонента с сильной мелодией, музыка использовала в основном оркестровые звуки. Главную тему для Железного человека сыграли на рогах и трубах, которые сделали музыку как маршировкой, так и гимном. Музыка записывалась с лондонским филармоническим оркестром в студии Эбби-Роуд. Тайлер является третьим основным композитором, написавшим музыку к фильму о Железном человеке после Рамина Джавади и Джона Дебни.
Наряду с альбомом Тайлера с музыкой из фильма лейбл Hollywood Records выпустил концептуальный альбом «Heroes Fall». В нём представлены двенадцать оригинальных песен жанров альтернативный рок и инди-рок, причём только одна из них появляется в самом фильме, «Some Kind of Joke» от группы Awolnation.

## Прокат
Мировой прокат ленты осуществляла компания Walt Disney Studios Motion Pictures за исключением Китая, где фильм был выпущен DMG Entertainment, а также Германии и Австрии, где картина была выпущена Tele München Group. Китайская версия фильма предлагает специально подготовленные бонусные кадры, сделанные исключительно для китайской аудитории. Эта версия имеет четырёхминутную вырезанную сцену, где доктор Ву говорит по телефону с Железным человеком, видимым на экране телевизора сзади, а также более длинная сцена с доктором Ву, который работает на Старк. Дополнительный материал также имеет продакт-плейсмент для различной китайской продукции.
Премьерный показ состоялся в театре Гран-Рекс, расположенном в Париже 14 апреля 2013 года с участием Роберта Дауни-младший и Гвинет Пэлтроу. Рока премьера картины в Великобритании изначально была назначена на 17 апреля, похороны бывшего премьер-министра страны Маргарет Тэтчер, состоявшегося в эту дату, заставили мероприятие передвинуть на следующий день. Дауни, Бен Кингсли и Ребекка Холл присутствовали на предварительном показе в лондонском кинотеатре Одеон на Лестерской площади. 24 апреля в Лос-Анджелесе в театре Эль-Капитан провели премьеру «Железного человека 3» в США. Прокат фильма стартовал в 46 странах с 22 по 24 апреля, причём прокат в США осуществлялся в 4,253 залах. Regal Cinemas, AMC Theatres и Carmike Cinemas отложили предварительную продажу билетов за две недели до премьеры в США. Кинотеатры были в споре с Disney, который хотел получить больше прибыли от продажи билетов, чем они в настоящее время. Carmike был первым, кто согласился с Disney. Позже стало известно, что Cinemark Theatres также перестали осуществлять продажу билетов, а Regal Cinemas отозвали все промоматериалы для фильма из своих мест. 25 апреля 2013 года Regal, AMC и Disney положили конец конфликту, что позволило Regal и AMC продолжить продажу предварительных билетов.
Показы в формате IMAX начались 25 апреля 2013 года в международном прокате и 3 мая в США. Фильм показали в формате 4DX, включая стробоскопы, наклонные сиденья, эффекты дуновения ветра, тумана и запаха в отдельных странах. В Японии технология открыла свой первый зал в театре Korona World, расположенном в Нагои.

### Маркетинг
В июле 2012 года на конвенте Comic-Con International в Сан-Диего была выставлена новая броня Железного человека модели Mark 42. Была проведена панель, в ходе которой Шейн Блэк, Роберт Дауни-младший, Дон Чидл, Джон Фавро и Кевин Файги обсуждали вопросы о работе над фильмом, а также был показан видеоматериал к фильму. Первый рекламный ролик транслировались во время Супербоула XLVII на канале CBS в США. 25 марта 2013 года Marvel и Disney опубликовали на официальной странице фильма в Facebook «Iron Man 3: Armor Unlock», чтобы показать костюмы, которые Старк конструировал перед событиями ленты. В январе 2013 года Marvel Comics выпустила прелюдию, состоящую из двух выпусков, авторами которого стали писатели Кристосом Гейджем и Уилл Корона Пилигрим, а художники Стив Кёрф и Дрю Гераси. Сюжет, действие которого разворачивается между вторым и третьим фильмом о Железном человеке, сосредотачивается на Воителе, раскрывая, почему он отсутствовал во время битвы в Нью-Йорке «Мстителей».
Как с первыми двумя фильмами, Audi вновь предоставляла размещение брендов с различными транспортными средствами. Корпорация Oracle также вернулась из «Железного человека 2», демонстрируя как Oracle Cloud, так и сервер Oracle Exadata. В фильме также представлены телевизоры компании Verizon Fios и TCL с плоским экраном, смартфоны Alcatel One Touch. Акции были организованы с ресторанами быстрого питания Subway и Schwan's Company, ассортименты включали наборы LEGO, фигурки Hasbro и игра для мобильных телефонов, разработанная Gameloft.
На выставке под названием «Iron Man Tech Presented by Stark Industries» в Диснейленде, представлена та же модель брони, которая была выставлена на Comic-Con 2012 в Сан-Диего. Помимо этого, существует игра-симулятор под названием «Стань Железным человеком», которая использует подобную технологию Kinect, чтобы позволить зрителю оказаться в анимированной броне Mark 42 и принять участие в серии «тестов», в которых требуется стрелять репульсорными лучами и летать по мастерской Тони Старка. В игре руководит Д. Ж. А. Р. В. И. С., которого вновь озвучил актёр Пол Беттани.

### Издания
«Железный человек 3» был выпущен компанией Walt Disney Studios Home Entertainment в виде цифрового скачивания 3 сентября 2013 года. За этим последовал релиз фильма на Blu-ray, 3D Blu-ray, DVD, цифровой копии и по запросу 24 сентября 2013 года. В дополнительные материалы к фильму вошла одна из короткометражек One-Shot «Агент Картер» с участием Хейли Этвелл в роли Пегги Картер из «Первого мстителя». Картина оказалась на первой строчке в DVD и Blu-ray-чартах в США, и на второй после «Война миров Z». По состоянию на 31 января 2014 года «Железный человек 3» оказался восьмой самой продаваемой картиной 2013 года на DVD-изданиях, заработав более $ 79 млн с продаж в США.

## Реакция

### Кассовые сборы
«Железный человек 3» собрал в мировом прокате $ 1 215 577 205 при бюджете в $ 200 млн. Сборы в Северной Америке составили $ 409 013 994, в других странах — $ 806 653 211. Картина добилась шестого места по мировым сборам за первый уик-энд, собрав $ 372,5 млн. $ 28,6 млн мировых сборов за уик-энд стали новым рекордом для формата IMAX. В свой 23-й день проката «Железный человек 3» стал шестым фильмом Disney и 16-й картиной, сборы которого достигли отметки в $ 1 млрд. В рамках более раннего соглашения о дистрибуции с компанией Disney в 2010 году, Paramount Pictures получил 9 % от сборов «Железного человека 3». Deadline.com подсчитал, что чистая прибыль фильма составит $ 391,8 млн, при учёте всех расходов и доходов на фильм.

#### Северная Америка
К концу первого дня проката сборы картины составили $ 68,9 млн (включая $ 15,6 млн, полученных на вечерних показах в четверг). К концу своего первого уик-энда экранизация заработала $ 174,1 млн. Аудитория первого уик-энда оказалась старше (55 % зрителей старше 25 лет, а мужчин 61 %). На 3D-сеансы пришлось лишь 45 % от всей кассы. Доход от IMAX составил $16.5 млн.

#### За пределами Северной Америки
За первый день фильм собрал $ 13,2 млн на 12 территориях. В дебютный уик-энд лента заработала $ 198,4 млн на 42 странах международного проката. Общее число сборов, заработанных с площадок IMAX за первый уик-энд, составило $ 7,1 млн. Рекордные результаты за первые дни показов продемонстрировали в Филиппинах, Тайване, Сингапуре, Вьетнаме, Малайзий, Китае, Украине, России, СНГ, Таиланде, Южной Африке и Гонконге. Фильм показал второй лучший старт проката в Аргентине (только позади «Гарри Поттера и Даров смерти. Часть 2»). Лента установила рекорды по сборам за дебютный уик-энд в Азиатско-Тихоокеанском регионе, в Латинской Америке и в отдельных странах, включая Аргентину (впервые превзошёл «Форсаж 6» с учётом показы в будние дни), Эквадор, Гонконг, Индонезию, Вьетнам, Тайвань, Филиппины, Малайзия, Сингапур, Таиланд, Южная Африка и Объединённые Арабские Эмираты. Фильм также оказался на втором месте по сборам за первый уик-энд в Мексике, Бразилии, России и СНГ. В Индии лента показала второй лучший старт проката для голливудского фильма после «Нового Человека-паука». Рекордные сборы первого уик-энда в формате IMAX были установлены в Тайване, Нидерландах, Бразилии и Филиппинах. Картина стала самым кассовым фильмом в Индонезии, Малайзии и Вьетнаме, а также вторым самым кассовым в Сингапуре и Филиппинах (позади «Мстителей»). Картина возглавила первую строчку по кассовым сборам в уик-энд за пределами Северной Америки три раза подряд.
В Китае, где проходила часть производства, картина установила рекорд полуночных сеансов, собрав $ 2,1 млн. С общим доходом, достигающим $ 124 млн, фильм стал самой кассовой американской экранизацией в Китае в 2013 году, а также страна имеет самый высокий рынок фильма после Северной Америки, за ней следуют Южная Корея ($ 64,2 млн) и Великобритания, Ирландия и Мальта ($ 57,1 млн).

### Рейтинги
На сайте Rotten Tomatoes рейтинг «свежести» фильма составляет 79 % со средним рейтингом 7/10 на основе 297 отзывов, из которых 236 — положительные, а оставшиеся 61 — отрицательные. Консенсус веб-сайта гласит: «С помощью своего харизматичного лидерства, некоторых впечатляющих эпизодов с драками и даже нескольких сюрпризов „Железный человек 3“ — остроумное, развлекательное приключение и сильное дополнение к канону Marvel». Metacritic дал 62 балла из 100, основанных на 44 отзывах, что указывает на благоприятные отзывы.

### Критика
Кеннет Туран из газеты Los Angeles Times назвал фильм мрачным и более серьёзным, чем его предшественники. Здесь также немало подхода и юмора Блэка, такие вещи, как одноразовая ссылка на научно-фантастическую классику «Западный мир» и бестолковый персонаж, у которого сходство Тони Старка татуировано на его предплечье. Блэк и компания бросают на аудиторию всевозможные вещи, и хотя это не всё работает, многие из них делают, и попытка быть другим и создавать неугасимые повороты всегда ценится. Рафер Гузман из Newsday охарактеризовал Железного человека как анти-бэтмена. Некоторые из лучших моментов фильма разделяют Старка и беспризорника Харли в исполнении Тая Симпкинса, которые насмехаются над своими начинающими отцовскими отношениями отца и сына, воплощая это в жизнь. Журнал Psychology Today пришёл к выводу, что фильм представил точное представление симптомов посттравматического стрессового расстройства Тони Старка.
Ник Де Семлен из британского киножурнала Empire дал картине четыре из пяти звёзд. Критик сказал, что злодейские супер-солдаты, которые могут регенерировать части тела и пережить ошеломляющий урон, выглядят визуально интересными. Однако их мотивация мутная и неубедительная. Точно так же Джошуа Роткопф из Time Out дал 3 из 5 звёзд, сказав: «Блэк значительно поднял словесный спарринг и сохранил широкую изобретательность комиксов в комиксах. … Самое замечательное из сюрпризов Блэка возвращается к его репутации 80-х годов для пересмотра персонажа и просто слишком хороша, чтобы погубить его». Но он спросил: «В конце концов, мы спустились в доки — в темноте, не меньше, — для одного из тех громоздких кульминаций, в которых задействованы качающиеся подъёмные краны? Энергия кровоточит из фильма, как будто создали опасались, что толпа бунтовала бы над недостаточной цифровой ошибкой».

В «Железном человеке 3» Старку больше не нужно быть в костюме Железного человека. Он может управлять вещами дистанционно при необходимости. Фильм очень классный. Это достойный супергеройский блокбастер, но довольно отдалённый и смутен из вторых рук. В этот момент, даже со всплесками чёрного юмора от Блэка, техника более или менее заботится о себе, предлагая примерно половину гениального остроумия и удовольствия от первого «Железного человека».Оригинальный текст (англ.)In "Iron Man 3," Stark no longer needs to be in the Iron Man suit. He's able to operate the thing remotely when needed. The movie's like that too. It's decent superhero blockbustering, but rather remote and vaguely second-hand. At this point, even with Black's flashes of black humor, the machinery is more or less taking care of itself, offering roughly half of the genial wit and enjoyment of the first "Iron Man."
— Майкл Филлипс, газета Chicago Tribune

### Награды и номинации
| Премии                                          | Премии          | Премии                                                                     | Премии                                                                                                 | Премии    | Премии          |
| Премия                                          | Дата проведения | Категория                                                                  | Получатели и кандидаты                                                                                 | Результат | Прим.           |
| ----------------------------------------------- | --------------- | -------------------------------------------------------------------------- | --- | --------- | --------------- |
| «Золотой трейлер»                               | 5 мая 2013      | Лучшее в шоу                                                               | «Железный человек 3» «Not Afraid»                                                                      | Победа    | [ 169 ]         |
| «Золотой трейлер»                               | 5 мая 2013      | Летний блокбастерный трейлер 2013 года                                     | «Железный человек 3» «Not Afraid»                                                                      | Победа    | [ 169 ]         |
| «Золотой трейлер»                               | 5 мая 2013      | Лучший экшн                                                                | «Железный человек 3» «Not Afraid»                                                                      | Номинация | [ 169 ]         |
| «Золотой трейлер»                               | 5 мая 2013      | Лучший монтаж звука                                                        | «Железный человек 3» «Not Afraid»                                                                      | Номинация | [ 169 ]         |
| «Золотой трейлер»                               | 5 мая 2013      | Лучший летний блокбастер 2013 года                                         | «Железный человек 3» «Escape»                                                                          | Номинация | [ 169 ]         |
| BMI Film & TV Awards                            | 15 мая 2013     | Музыка к фильму                                                            | Брайан Тайлер                                                                                          | Победа    | [ 170 ]         |
| Teen Choice Awards                              | 11 августа 2013 | Choice Movie: Экшн                                                         | «Железный человек 3»                                                                                   | Победа    | [ 171 ] [ 172 ] |
| Teen Choice Awards                              | 11 августа 2013 | Choice Movie: Актёр экшна                                                  | Роберт Дауни-младший                                                                                   | Победа    | [ 171 ] [ 172 ] |
| Teen Choice Awards                              | 11 августа 2013 | Choice Movie: Актриса экшна                                                | Гвинет Пэлтроу                                                                                         | Номинация | [ 171 ] [ 172 ] |
| Teen Choice Awards                              | 11 августа 2013 | Choice Movie: Научная фантастика                                           | «Железный человек 3»                                                                                   | Номинация | [ 171 ] [ 172 ] |
| Teen Choice Awards                              | 11 августа 2013 | Choice Movie: Актёр научно-фантастического фильма                          | Роберт Дауни-младший                                                                                   | Номинация | [ 171 ] [ 172 ] |
| Teen Choice Awards                              | 11 августа 2013 | Choice Movie: Актриса научно-фантастического фильма                        | Гвинет Пэлтроу                                                                                         | Номинация | [ 171 ] [ 172 ] |
| Teen Choice Awards                              | 11 августа 2013 | Choice Movie: Злодей                                                       | Бен Кингсли                                                                                            | Номинация | [ 171 ] [ 172 ] |
| Teen Choice Awards                              | 11 августа 2013 | Choice Movie: Химия                                                        | Дон Чидл и Роберт Дауни-младший                                                                        | Номинация | [ 171 ] [ 172 ] |
| People's Choice Awards                          | 8 января 2014   | Любимый фильм                                                              | «Железный человек 3»                                                                                   | Победа    | [ 173 ]         |
| People's Choice Awards                          | 8 января 2014   | Любимый киноактёр                                                          | Роберт Дауни-младший                                                                                   | Номинация | [ 173 ]         |
| People's Choice Awards                          | 8 января 2014   | Любимая киноактриса                                                        | Гвинэт Пэлтроу                                                                                         | Номинация | [ 173 ]         |
| People's Choice Awards                          | 8 января 2014   | Любимый дуэт                                                               | Роберт Дауни-младший и Гвинет Пэлтроу                                                                  | Номинация | [ 173 ]         |
| People's Choice Awards                          | 8 января 2014   | Любимый боевик                                                             | «Железный человек 3»                                                                                   | Победа    | [ 173 ]         |
| People's Choice Awards                          | 8 января 2014   | Любимый актёр боевиков                                                     | Роберт Дауни-младший                                                                                   | Победа    | [ 173 ]         |
| Golden Tomato Awards                            | 9 января 2014   | Лучшая экранизация комиксов                                                | | Победа    | [ 174 ]         |
| Critics’ Choice Movie Awards                    | 16 января 2014  | Лучшие визуальные эффекты                                                  | | Номинация | [ 175 ]         |
| Critics’ Choice Movie Awards                    | 16 января 2014  | Лучший экшн-фильм                                                          | | Номинация | [ 175 ]         |
| Critics’ Choice Movie Awards                    | 16 января 2014  | Лучший актёр в экшн-фильме                                                 | Роберт Дауни-младший                                                                                   | Номинация | [ 175 ]         |
| Critics’ Choice Movie Awards                    | 16 января 2014  | Лучшая актриса в экшн-фильме                                               | Гвинет Пэлтроу                                                                                         | Номинация | [ 175 ]         |
| Общество специалистов по визуальным эффектам    | 12 февраля 2014 | Outstanding Visual Effects in an Effects Driven Feature Motion Picture     | Кристофер Таунсенд, Марк Сопер, Гай Уильямс и Брайан Грилл                                             | Номинация | [ 176 ]         |
| Общество специалистов по визуальным эффектам    | 12 февраля 2014 | Outstanding Created Environment in a Live Action Feature Motion Picture    | Джон Стивенсон‐Галвин, Грег Ноцэлман, Пол Харрис и Джастин Стоктон                                     | Номинация | [ 176 ]         |
| Общество специалистов по визуальным эффектам    | 12 февраля 2014 | Outstanding Virtual Cinematography in a Live Action Feature Motion Picture | Марк Смит, Аарон Гилман, Тельвин Кабесас и Жерардо Рамирез                                             | Номинация | [ 176 ]         |
| Общество специалистов по визуальным эффектам    | 12 февраля 2014 | Outstanding Compositing in a Feature Motion Picture                        | Майкл Мэлоуни, Фрэнсис Путанангади, Джастин Ван Дер Лек, Ховард Кабальфин (за эпизод с бочкой обезьян) | Номинация | [ 176 ]         |
| Общество специалистов по визуальным эффектам    | 12 февраля 2014 | Outstanding Compositing in a Feature Motion Picture                        | Даррен По, Стефано Тривелли, Джозиа Хауайсон и Зак Зауби (за эпизод с атакой особняка)                 | Номинация | [ 176 ]         |
| Motion Picture Sound Editors Golden Reel Awards | 16 февраля 2014 | Лучший монтаж звука: звуковые эффекты и шумовик в художественном фильме    | Марк Штеккингер, Эндрю Декристофаро                                                                    | Номинация | [ 177 ] [ 178 ] |
| Cinema Audio Society                            | 22 февраля 2014 | Выдающееся достижение в микшировании звука                                 | Хосе Антонио Гарсиа, Майкл Прествуд Смит, Майкл Келлер, Джоэль Иватаки, Грегори Стил и Джеймс Эшуилл   | Номинация | [ 179 ]         |
| Awards Circuit Community Awards                 | 28 февраля 2014 | Лучшие визуальные эффекты                                                  | Кристофер Таунсенд, Гай Уильямс, Эрик Нэш и Дэниэл Садик                                               | Номинация | [ 180 ]         |
| «Оскар»                                         | 2 марта 2014    | Лучшие визуальные эффекты                                                  | Кристофер Таунсенд, Гай Уильямс, Эрик Нэш и Дэниэл Садик                                               | Номинация | [ 181 ]         |
| Kids’ Choice Awards                             | 29 марта 2014   | Любимый фильм                                                              | «Железный человек 3»                                                                                   | Номинация | [ 182 ] [ 183 ] |
| Kids’ Choice Awards                             | 29 марта 2014   | Самый крутой                                                               | Роберт Дауни-младший                                                                                   | Победа    | [ 182 ] [ 183 ] |
| Kids’ Choice Awards                             | 29 марта 2014   | Любимый киноактёр                                                          | Роберт Дауни-младший                                                                                   | Номинация | [ 182 ] [ 183 ] |
| Location Managers Guild of America              | 29 марта 2014   | Outstanding Achievement by a Location Professional — Feature Film          | Илт Джонс                                                                                              | Победа    | [ 184 ] [ 185 ] |
| «Сатурн»                                        | 26 июня 2014    | Лучший фильм — экранизацию комикса                                         | «Железный человек 3»                                                                                   | Победа    | [ 186 ]         |
| «Сатурн»                                        | 26 июня 2014    | Лучший киноактёр                                                           | Роберт Дауни-младший                                                                                   | Победа    | [ 186 ]         |
| «Сатурн»                                        | 26 июня 2014    | Лучший киноактёр второго плана                                             | Бен Кингсли                                                                                            | Победа    | [ 186 ]         |
| «Сатурн»                                        | 26 июня 2014    | Лучший молодой актёр                                                       | Тай Симпкинс                                                                                           | Номинация | [ 186 ]         |
| «Сатурн»                                        | 26 июня 2014    | Лучшая музыка                                                              | Брайан Тайлер                                                                                          | Номинация | [ 186 ]         |

## Будущее

### Возможный сиквел
В марте 2013 года Блэк заявил, что первоначальный контракт Дауни с Marvel Studios, который истекает после выхода «Железного человека 3», могут продлить, чтобы актёр принял участие во втором фильме о Мстителях и, по крайней мере, ещё одном фильме о Железном человеке. Он сказал: «Об этом много говорили: „Это последний Железный человек для Роберта Дауни-младшего?“ Что-то подсказывает мне, что это будет не так, и его увидят в четвёртой, или пятой картине». В апреле 2013 года Чидл заявил, что «Железный человек 3» может стать последним фильмом в серии. В сентябре 2014 года Дауни сказал, что планов на «Железного человека 4» нет. Несмотря на это, в апреле 2016 года актёр заявил о желании снова сыграть персонажа в возможной четвёртой части.

### Короткометражка Marvel: Да здравствует король
В феврале 2014 года Marvel выпустил одну из короткометражек One-Shot «Да здравствует король» «Тор 2: Царство тьмы» с участием Кингсли. Сюжет продолжает рассказывать историю Тревора Слэттери после завершения фильма.